# У шафі
Термін закриті або в шафі позначає лесбійок, геїв, бісексуалів, трансгендерів, ЛГБТІК+ людей, які не розкрили свою сексуальну орієнтацію чи гендерну ідентичність та їхні аспекти. Він також може бути використаний для опису кожного, хто приховує частину своєї особистості через соціальний тиск. На противагу існує термін вийти з шафи або зробити камінг-аут.[джерело?]

## Передумови
Наприкінці XX століття в Америці «шафа» стала центральною метафорою для розуміння історії та соціальної динаміки життя геїв. Поняття шафи невіддільне від концепції виходу із неї. Наратив «у шафі» встановлює неявний дуалізм між тим, як бути «в середині» або «поза». Тих, хто «входить», часто стигматизують за фальшиве, нещасне життя. Однак, хоча багато людей воліють бути «поза шафою», є численні соціальні, економічні, сімейні та особисті наслідки, які призводять до того, що вони залишаються, свідомо чи несвідомо, «в шафі». Такі події, як Lavender Scare (Лавандовий страх), розпорядження № 10450, що заборонило усім геям і лесбійкам працювати у федеральному уряді США, змусили людей залишатися в шафі. Іноді люди залишаються в шафі, оскільки їм самим було важко зрозуміти чи прийняти свою сексуальність. Рішення вийти чи залишитися в шафі вважається глибоко особистим, а прогулянка залишається суперечливою в сучасній культурі.
У XXI столітті пов'язане з цим поняття «скляна шафа» з'явилося в дискурсі ЛГБТ. Цей термін описує громадських діячів, таких як артисти або політики, які в особистому житті вийшли з шафи і не беруть участь у тактиці (наприклад, укладення лавандового шлюбу або публічне побачення з особою протилежної статі, знане як «бороди»), яка історично використовувались закритими знаменитостями для маскування своєї сексуальної ідентичності, вони офіційно не розголошували свою сексуальну орієнтацію в загальнодоступних документах — і які, таким чином, технічно не знаходяться ні в шафі, ні повністю поза нею. Деяких знаменитостей змусили бути з шафи — Колтон Гейнс та Рікі Мартін. Лавандові шлюби укладались в Голлівуді з метою просування та збереження своєї кар'єри і відбуваються з початку 20 століття.

## Ефект
На ранніх стадіях процесу розвитку ідентичності лесбійок, геїв чи бісексуалів люди часто відчувають розгубленість і переживають сум'яття. У 1993 році Мікеланджело Синьоріль написав Queer в Америці, де досліджував шкоду, заподіяну як закритій людині, так і суспільству в цілому.
Увага суспільства до знущань з ЛГБТ-молоді та підлітків свідчить про те, що багато молоді та підлітків залишаються замкнутими протягом усіх своїх навчальних років і далі, побоюються несхвалення батьків, друзів, вчителів та членів громади. «Залишитися в шафі» пропонує людині захист від насмішок та знущань ; однак перебування в шафі, як правило, позначається на психічному здоров'ї людини, особливо в підлітковому віці, що відображається на рівні самогубств серед ЛГБТІК-молоді. Закриття може також по-різному впливати на психічне здоров'я чоловіків і жінок. У дослідженні, проведеному Джоном Е. Пачанкісом з Єльського університету та Сьюзен Д. Кохран та Вікі М. Мейс з Каліфорнійського університету, було виявлено, що закриті жінки вдвічі частіше повідомляли про депресивні епізоди, ніж жінки, які зробили камінг-аут. Порівняно було встановлено, що чоловіки, які знаходились у шафі, рідше повідомляли про депресивний епізод, ніж люди, які виходили з шафи. Поряд із наслідками для психічного та фізичного здоров'я тих, хто залишається в шафі, це також впливає на обізнаність громадськості щодо ЛГБТІК-спільноти.

## Статистика
Дослідження Єльської школи громадського здоров'я у 2019 році підрахувало, що 83 % ЛГБТ-людей у всьому світі не виявляють своєї сексуальної орієнтації. Згідно з опитуванням Агентства Європейського Союзу з основних прав до 2020 року, 30 % ЛГБТ-людей в ЄС дуже рідко або майже ніколи не є відкритими; найвищий відсоток — Литва (60 %), Болгарія (54 %), Румунія та Сербія (обидва 53 %). У Китаї, опитування 2016 року показало, що 85 % ЛГБТ-людей нікому не розповідали про свою сексуальну орієнтацію, а 95 % — не розкривали це за межами своєї родини. У Сполучених Штатах 4 % геїв та лесбійок та 26 % бісексуалів не є «відкритими» хоча б для одного з найважливіших людей у своєму житті.